# Uvaria verrucosa
Uvaria verrucosa este o specie de plante angiosperme din genul Uvaria, familia Annonaceae, descrisă de Rudolph Herman Scheffer. Conform Catalogue of Life specia Uvaria verrucosa nu are subspecii cunoscute.